# Prima luptă
Prima luptă este al treilea episod al serialului de desene animate Samurai Jack.

## Subiect
Jack pregătește apărarea câinilor arheologi. Transformă excavatoarele în catapulte, sapă un șanț pe care îl umple cu cristalele tăioase, își face arc și săgeți cu cap de cristal, precum și sulițe, înținează stânci, umple butoaie cu napalm și fixează între stânci capsulele zburătoare. În cele din urmă pleacă să înfrunte dronele lui Aku, îmbrăcat într-o armură improvizată din tinichele, călare pe calul de povară cu șase picioare și fluturând un steag cu blazonul casei sale și trei urme de labe de câini.
Lupta se desfășoară astfel:
- Jack declanșează catapultele trăgând cu săgeți în butonul declanșator
- Jack dă foc la napalm trăgând cu săgeți în butoaie
- Jack trage cu săgeți în drone
- Jack înțeapă dronele cu sulițele
- Calul izbește dronele cu capul protejat de coif, ca un buldozer
- Jack luptă cu sabia călare, înconjurat de drone
- Calul storcește dronele sub copite
- O dronă îl dă jos pe Jack de pe cal
- Dronele îi distrug treptat armura, în timp ce Jack luptă cu sabia
- Jack prăvălește stâncile înținate pe drone
- Jack prăjește dronele prin declanșarea motoarelor cu reacție ale capsulelor zburătoare
- Dronele se înțeapă în cristalele din șanț, până umplu șanțul
- Dronele îl înconjoară pe Jack, îi sfâșie kimonoul și îl zgârie
- Jack distruge ultimele drone cu lovituri de sabie, stropindu-se cu uleiul negru care țâșnește din ele

După bătălie, câinii îi mulțumesc, iar Jack pleacă în căutarea unei modalități de a se întoarce înapoi în vremea sa, pentru a-l învinge pe Aku înainte ca acesta să subjuge lumea.